# Ofenhöhe
Ofenhöhe är en bergstopp i Österrike.   Den ligger i distriktet Gmunden och förbundslandet Oberösterreich, i den centrala delen av landet, 200 km väster om huvudstaden Wien. Toppen på Ofenhöhe är 1 594 meter över havet, eller 29 meter över den omgivande terrängen. Bredden vid basen är 0,16 km. Ofenhöhe ingår i Höllengebirge.
Terrängen runt Ofenhöhe är bergig österut, men västerut är den kuperad. Närmaste större samhälle är Ebensee, 6,2 km öster om Ofenhöhe. 
I omgivningarna runt Ofenhöhe växer i huvudsak blandskog. Runt Ofenhöhe är det ganska tätbefolkat, med 65 invånare per kvadratkilometer.